# 메시에 4
M4(NGC 6121)는 전갈자리에 있는 구상 성단이다. 1746년 Philippe Loys de Chéseaux에 의해 발견되었고 1764년 샤를 메시에가 목록에 추가했다.
M4는 별 구성원들을 분해해서 볼 수 있었던 최초의 구상 성단이었다. 망원경으로 보면 흐릿한 공모양으로 관측된다. 겉보기 등급은 5.6등급이며 안타레스에서 서쪽으로 1.3도 서쪽에 위치해 있다. 지구로부터 7,200 광년 떨어져 있으며, 크기는 약 75광년으로, 시직경이 달과 거의 같다. 성단 내부에는 최소 43개의 별들을 눈으로 볼 수 있다.
1987년 게성운내부의 펄사 주기보다 최소 10배이상 느린 펄사가 성단 내에서 발견되었다. 1995년 허블 망원경은 우리 은하에서 가장 오래된 백색왜성을 발견하였다. 펄사 PSR B1620-26을 동반성으로 가지며, 목성의 2.5배되는 행성을 가지고 있다.

## 같이 보기
- 메시에 천체